# PowerBook G3

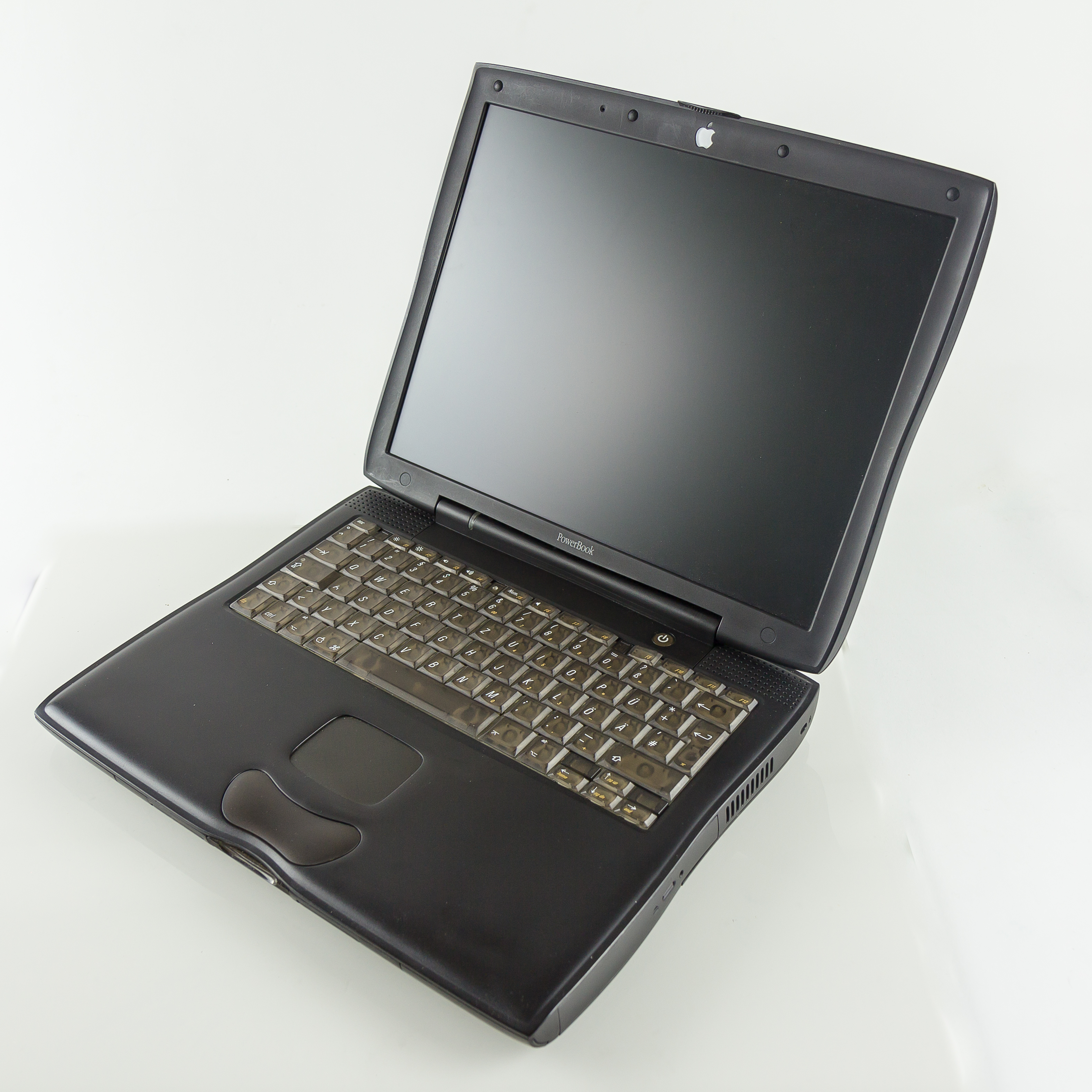
PowerBook G3 Prismo

O PowerBook G3 é o 1º portátil da Apple Inc. com o CPU PowerPC 750, foi introduzido no mercado em Novembro de 1997 e era na altura o portátil mais rápido do mundo.
Como este PowerBook foi desenhado com base numa motherboard do PowerBook 3400, o PowerBook G3 nunca suportou oficialmente o Mac OS X (foi o único Macintosh com processador G3 que ficou fora da lista dos computadores compatíveis com o Mac OS X), mas com algum engenho e paciência é possível pôr a funcionar as primeiras versões.
Houve 5 gerações do PowerBook G3:
- PowerBook G3 com o codigo "Kanga". Tinha processador G3 a 250Mhz;
- PowerBook G3 Series com o codigo "WallStreet". Tinha processador G3 a 233, 250 ou 292Mhz;
- PowerBook G3 Series Revisão 2 com o codigo "PDQ". Tinha processador G3 a 233, 266 ou 300Mhz;
- PowerBook G3 (teclado bronze) com o codigo "Lombard". Tinha processador G3 a 333 ou 400Mhz;
- PowerBook G3 (Firewire) com o codigo "Pismo". Tinha processador G3 a 400 ou 500Mhz.

Com o lançamento do PowerBook G4 Titanium, o PowerBook G3 foi descontinuado. O processador PowerPC G3 foi continuado no iBook com o lançamento do iBook Dual USB, com menos capacidades que o PowerBook G3.